# Potâmio (questor do palácio sagrado)
Potâmio (em latim: Potamius) foi um oficial romano do século V, ativo durante o reinado do imperador romano ocidental Honório (r. 395–408). No final de 409, foi enviado por Honório como emissário com Jóvio, Juliano e Valente para o usurpador Prisco Átalo em Roma para oferecer termos. Ele era questor do palácio sagrado.